# Bangkok Skytrain

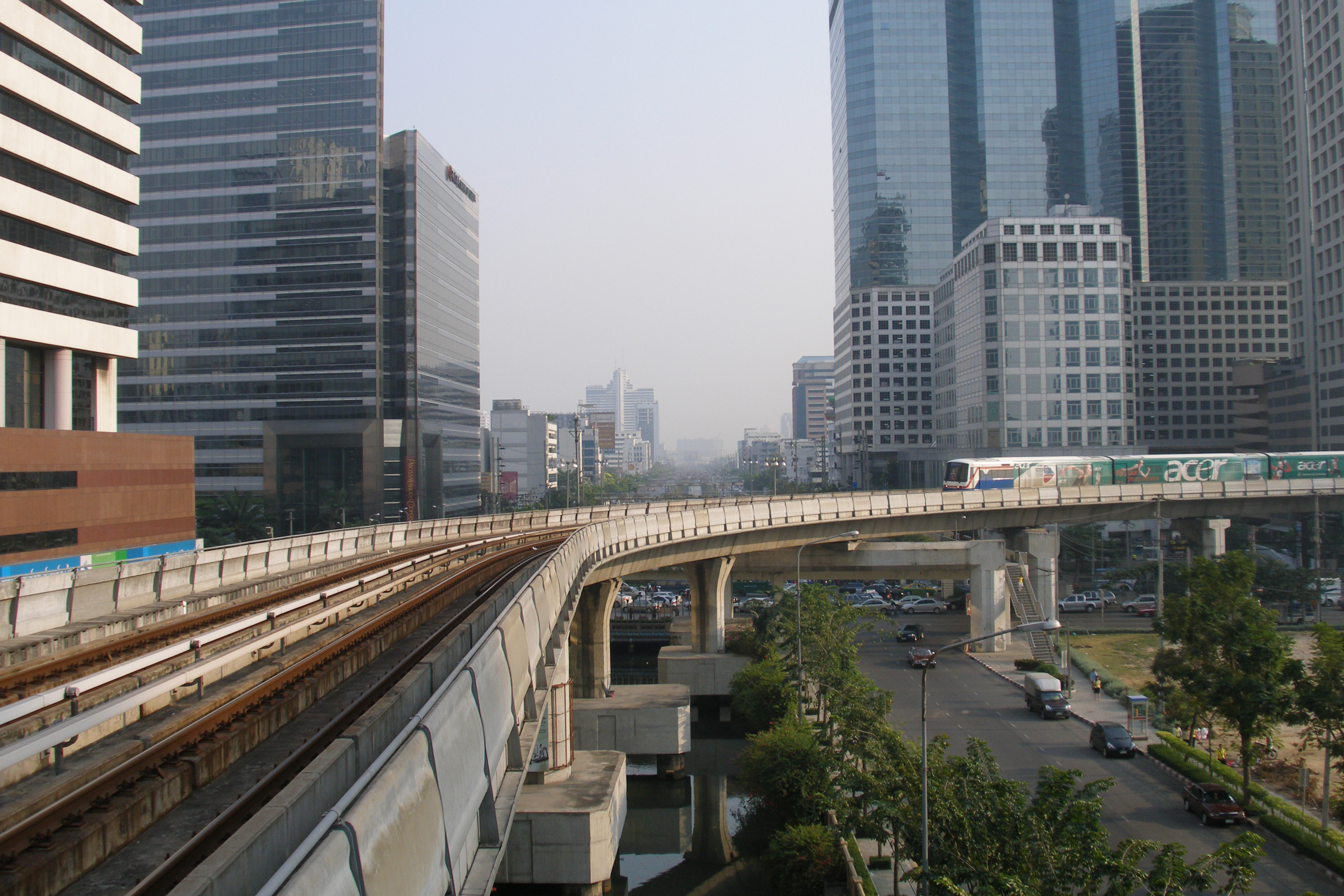
Skytrain nadert station Saladeang. Foto genomen vanaf Lumphini Park in de richting van Silom.

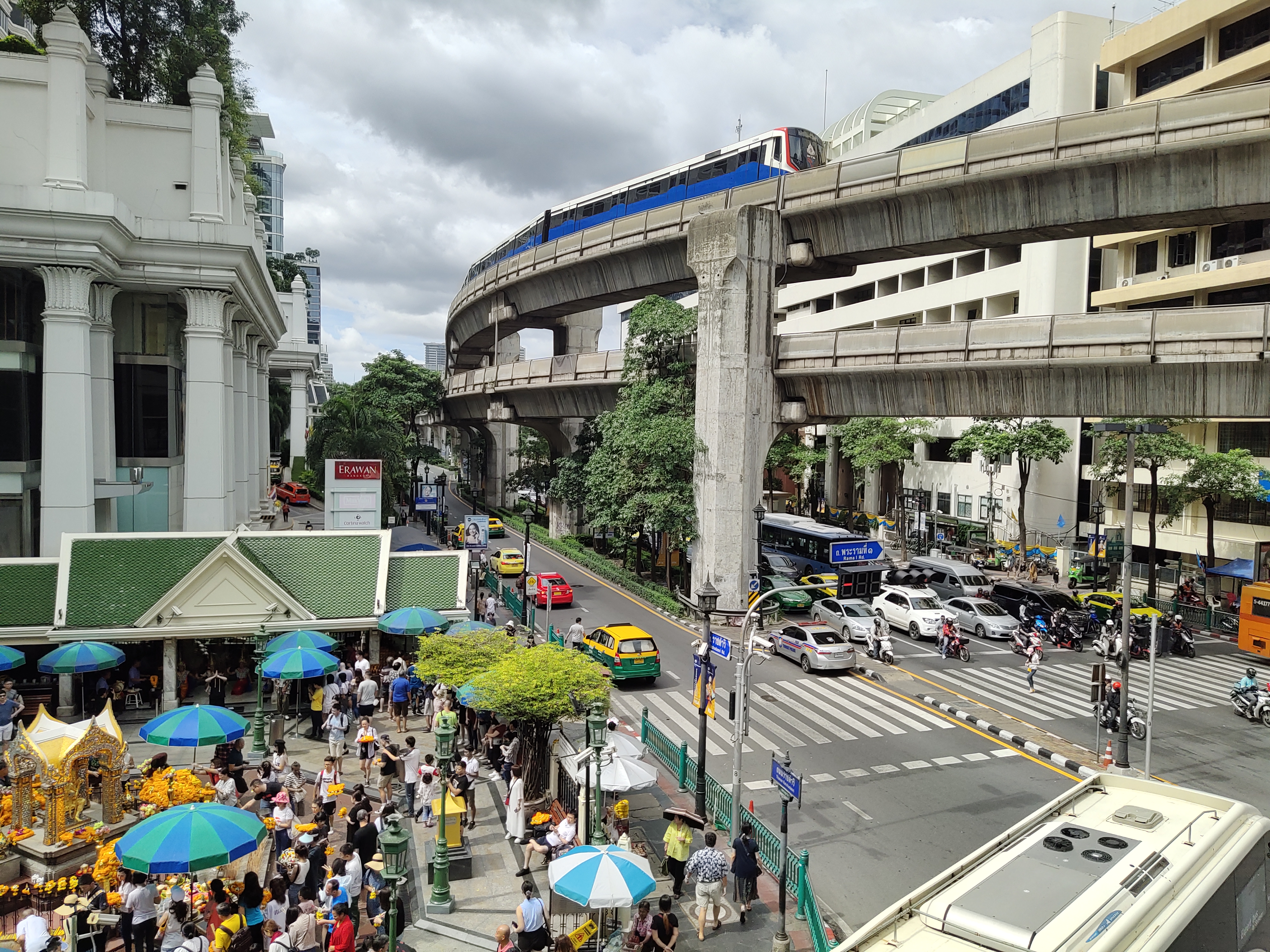
Skytrain en verkeersdrukte daaronder.

De Skytrain (Thai: รถไฟฟ้าบีทีเอส) (BTS, Bangkok Transport System) is de benaming voor twee geheel bovengrondse metrolijnen in Bangkok. Met de start in 1999 is het Bangkoks oudste moderne massavervoerproject. Samen met de MRT vormt de Skytrain de Metro van Bangkok.

## Kenmerken
De lijnen van de Skytrain zijn helemaal bovengronds gelegen, op grote betonconstructies circa 12 meter boven de straat. Ter plaatse van de stations is de constructie soms zo breed, dat de straat vrijwel van gevel tot gevel is overdekt. De stations bestaan elk uit twee verdiepingen; een door trappen, roltrappen en liften vanaf de straat toegankelijk niveau met voorzieningen als kaartverkoop en -controle en daarboven het perronniveau. Het "centrale station" Siam heeft zelfs twee perronniveaus. De Sukhumvit lijn en Silom lijn kruisen elkaar in het "centrale station" Siam. Op 3 plaatsen is er een overstap mogelijk tussen de nieuwe metro en de Skytrain, namelijk: Mo-Chit bij de Chatuchakmarkt en Sukhumvit soi 21 (Asoke) op de Sukhumvit lijn en Silom/Saladeang op de Silomlijn.

## Geschiedenis
Er is vele jaren over gesproken (al sinds de jaren 80), maar het project werd door corruptie telkens uitgesteld. Na vele vertragingen gingen op de verjaardag van koning Rama IX, 5 december 1999, eindelijk de eerste 2 lijnen open: de Sukhumvit lijn en de Silom lijn. Minister-president Thaksin Shinawatra presenteerde in 2003 een ambitieus plan om het massavervoer voor 500 miljard Baht uit te breiden (meer dan 10 miljard euro).
Vlak na het voltooien is een begin gemaakt om de Silom lijn tot over de rivier uit te breiden. Lang lagen de betonconstructies er al, alleen de rails en de stations moesten daar nog worden gebouwd. Na een vertraging van enkele jaren is hier op 13 december 2005 mee begonnen. Opening van de uitbreiding werd met een jaar verwacht, maar door vertragingen in de levering van het signaleringssysteem werd de uitbreiding op 15 mei 2009 eindelijk geopend. 

## Passagiersaantallen
Het aantal dagelijkse passagiers op de Skytrain is al vanaf het begin beneden de verwachtingen geweest. Maar er is wel een stijgende lijn in het aantal passagiers. Er wordt aangenomen dat door de eerste lijn van het metrosysteem -die in juli 2004 is geopend- het aantal passagiers zal verhogen.
In december 2005 vervoerde de Skytrain gemiddeld 425.000 passagiers per dag. Het hoogste aantal passagiers op één dag was op vrijdag 9 december 2005 met 537.328 reizigers. Dit hoge aantal werd bereikt door een tweetal factoren namelijk de opening van het nieuwe winkelcentrum Siam Paragon en een grote protestdemonstratie in Lumphini Park tegen de regering van Thaksin Shinawatra, beiden zijn per Skytrain te bereiken. 
Sinds de opening van de Skytrain in 1999 zijn er al meer dan een half miljard reizigers vervoerd en is het gemiddelde aantal reizigers per dag met 204 procent gestegen. Sinds de koppeling aan het metrosysteem is het aantal passagiers op het belangrijkste overstapstation, Asoke, met 37 procent gestegen in een jaar tijd.
Kritiek op de Skytrain is dat hij niet lang genoeg is en alleen maar de werkgebieden aandoet, niet de woongebieden. Ook het gebrek aan parkeergelegenheid bij de stations, vooral de begin en eindpunten wordt vaak als reden gegeven dat de Skytrain niet zo veel gebruikt wordt als in eerste instantie was verwacht. Ook de prijs voor een enkele rit, van 10 tot 40 Baht, is aan de hoge kant voor de gemiddelde Thai. Een busrit in een bus zonder airconditioning is nog altijd 3,5 Baht.

### Downloads
- Download the System Map of Bangkok Rail Transit Network in PDF formaat
- Download the Master Plan of Bangkok Transport Network in PDF formaat